# Tomentella puberula
Tomentella puberula är en svampart som beskrevs av Bourdot & Galzin 1924. Tomentella puberula ingår i släktet Tomentella och familjen Thelephoraceae.   Inga underarter finns listade i Catalogue of Life.